# Saliska lagen

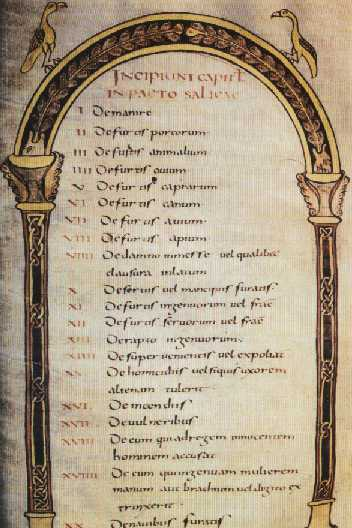
Första sidan i Saliska lagen. Originaldokument (Bibliothéque Royale, nr. 4404)

Saliska lagen (lat. lex salica), är en med all sannolikhet av konung Klodvig I (efter 486) föranstaltad uppteckning på latin av de saliska frankernas rättssedvänjor.
Äldre uppteckningar har härvid troligen kommit till användning, liksom även inflytande från västgotisk och burgundisk rätt kan spåras. Lagen kompletterades och ändrades sedermera genom påbud (kapitularier) av de frankiska konungarna.
Av de handskrifter, som bevarats till nutiden, återger ingen den ursprungliga textversionen. I ett stort antal handskrifter är texten försedd med vanställda, svårtolkade och till sin betydelse omstridda randanteckningar ("glossor") på frankiskt tungomål, vilka oftast inleds med ordet mall. eller malb. och har fått namnet malbergska glossorna. Sannolikt är de att betrakta som uttryck och formler ur det frankiska domstolsspråket, till förtydligande av den latinska texten, eller också som ett slags kantrubriker till denna.

## Saliska lagen och arvsrätten till kronan
Saliska lagen innehåller ingen statsrätt i egentlig mening, utan huvudsakligen straff- och processrätt. Bland de civilrättsliga bestämmelserna märks kapitlet "de alodis", som bland annat utesluter kvinnor från arvsrätt till jord. Detta stadgande åberopades senare (tidigast under 1300-talet) av franska jurister såsom gällande också för arvsrätten till Frankrikes krona. Det var "lex salica" i denna missförstådda betydelse, som 1714 av Filip V fastslogs som tronföljdslag i Spanien, men 1830 åter upphävdes av Ferdinand VII. Även arvsrätten till kronan i Luxemburg styrdes med hänvisning till saliska lagen då Adolf av Luxemburg kom att efterträda Vilhelm III av Nederländerna som storhertig istället för Vilhelmina.